# 1966-os magyar úszóbajnokság
Az 1966-os magyar úszóbajnokságot júliusban rendezték meg a Nemzeti Sportuszodában.

## Eredmények

### Férfiak
| Versenyszám            | Arany                                                                  | Arany   | Ezüst                                                           | Ezüst   | Bronz                                                                        | Bronz   |
| ---------------------- | ---------------------------------------------------------------------- | ------- | --------------------------------------------------------------- | ------- | ---------------------------------------------------------------------------- | ------- |
| 100 m gyorsúszás       | Csaba László Ferencvárosi TC                                           | 56,6    | Szentirmay István BVSC                                          | 56,7    | Jaczó László Ferencvárosi TC                                                 | 57,2    |
| 200 m gyorsúszás       | Csaba László Ferencvárosi TC                                           | 2:04,6  | Jaczó László Ferencvárosi TC                                    | 2:04,7  | Mártonffy Tamás Egri Dózsa                                                   | 2:07,2  |
| 400 m gyorsúszás       | Jaczó László Ferencvárosi TC                                           | 4:32,4  | Csikász Géza Egri Dózsa                                         | 4:36,3  | Mártonffy Tamás Egri Dózsa                                                   | 4:40,2  |
| 1500 m gyorsúszás      | Kosztolánczy György Újpesti Dózsa                                      | 18:18,5 | Hevesi László Egri Dózsa                                        | 18:25,8 | Csikász Géza Egri Dózsa                                                      | 18:50,2 |
| 100 m hátúszás         | Csikány József Ferencvárosi TC                                         | 1:02,5  | Cseh László Bp. Építők                                          | 1:03,6  | Székely Pál BVSC                                                             | 1:06,7  |
| 200 m hátúszás         | Csikány József Ferencvárosi TC                                         | 2:18,8  | Berkecz József Ferencvárosi TC                                  | 2:28,4  | Borlói Mátyás Ferencvárosi TC                                                | 2:29,8  |
| 100 m mellúszás        | Lenkei Ferenc BVSC                                                     | 1:10,7  | Somlai Gábor Újpesti Dózsa                                      | 1:11,6  | Balási Péter BVSC                                                            | 1:13,7  |
| 200 m mellúszás        | Lenkei Ferenc BVSC                                                     | 2:37,0  | Somlai Gábor Újpesti Dózsa                                      | 2:41,0  | Balási Péter BVSC                                                            | 2:42,1  |
| 100 m pillangóúszás    | Gulyás Ákos Orvosegyetemi SC                                           | 1:00,6  | Csaba László Ferencvárosi TC                                    | 1:01,4  | Lázár Péter Dorogi Bányász                                                   | 1:01,9  |
| 200 m pillangóúszás    | Ali Csaba Egri Dózsa                                                   | 2:18,9  | Rédei Ferenc Bp. MÁVAUT                                         | 2:21,3  | Csaba Gábor Ferencvárosi TC                                                  | 2:21,6  |
| 200 m vegyes úszás     | Lenkei Ferenc BVSC                                                     | 2:19,2  | Ali Csaba Egri Dózsa                                            | 2:21,3  | Csaba László Ferencvárosi TC                                                 | 2:21,8  |
| 400 m vegyes úszás     | Lázár Péter Dorogi Bányász                                             | 5:05,5  | Ali Csaba Egri Dózsa                                            | 5:06,7  | Kosztolánczy György Újpesti Dózsa                                            | 5:07,0  |
| 4 × 100 m gyorsváltó   | Ferencvárosi TC Csikány József Csaba László Csaba Gábor Jaczó László   | 3:47,5  | BVSC Lenkei Ferenc Balási Péter Székely Pál Szentirmay István   | 3:50,2  | Egri Dózsa Ali Csaba Csikász Géza Katona József Mártonffy Tamás              | 3:52,1  |
| 4 × 200 m gyorsváltó   | Ferencvárosi TC Csikány József Csaba Gábor Csaba László Jaczó László   | 8:36,7  | Egri Dózsa Csikász Géza Mártonffy Tamás Csatlós Csaba Ali Csaba | 8:40,5  | BVSC Székely Pál Szentirmay István Balási Péter Lenkei Ferenc                | 8:58,7  |
| 4 × 100 m vegyes váltó | Ferencvárosi TC Csikány József Jaczó László Bányai Miklós Csaba László | 4:16,2  | Bp. Építők Cseh László Ulrich András Pálinkás Tamás Riskó Géza  | 4:19,6  | Újpesti Dózsa Kosztolánczy György Somlai Gábor Horváth László Haraszti Zsolt | 4:23,0  |

### Nők
| Versenyszám            | Arany                                                                    | Arany   | Ezüst                                                                      | Ezüst   | Bronz                                                                  | Bronz   |
| ---------------------- | ------------------------------------------------------------------------ | ------- | -------------------------------------------------------------------------- | ------- | ---------------------------------------------------------------------- | ------- |
| 100 m gyorsúszás       | Turóczy Judit BVSC                                                       | 1:02,7  | Kovács Edit BVSC                                                           | 1:03,9  | Takács Katalin Újpesti Dózsa                                           | 1:04,2  |
| 200 m gyorsúszás       | Turóczy Judit BVSC                                                       | 2:20,0  | Soltész Ágota Vasas                                                        | 2:27,9  | Szatmári Katalin Ferencvárosi TC                                       | 2:28,0  |
| 400 m gyorsúszás       | Soltész Ágota Vasas                                                      | 5:13,3  | Takács Katalin Újpesti Dózsa                                               | 5:13,8  | Fodor Judit Ferencvárosi TC                                            | 5:20,9  |
| 800 m gyorsúszás       | Fodor Judit Ferencvárosi TC                                              | 10:53,9 | Soltész Ágota Vasas                                                        | 11:03,4 | Kiss Zsuzsa Bp. Honvéd                                                 | 11:14,5 |
| 100 m hátúszás         | Balla Mária Ferencvárosi TC                                              | 1:11,7  | Korényi Olga Újpesti Dózsa                                                 | 1:13,1  | Patóh Magda Bp. Spartacus                                              | 1:14,1  |
| 200 m hátúszás         | Turóczy Judit BVSC                                                       | 2:33,0  | Balla Mária Ferencvárosi TC                                                | 2:33,9  | Hahn Anna Újpesti Dózsa                                                | 2:46,7  |
| 100 m mellúszás        | Kovács Zsuzsanna Újpesti Dózsa                                           | 1:22,9  | Kovács Edit BVSC                                                           | 1:23,0  | Máté Mária BVSC                                                        | 1:23,1  |
| 200 m mellúszás        | Máté Mária BVSC                                                          | 2:58,4  | Tóth Magda Orosházi Spartacus                                              | 3:00,9  | Gábor Edit Békéscsabai Kötöttárugyár                                   | 3:02,0  |
| 100 m pillangóúszás    | Kovács Edit BVSC                                                         | 1:12,0  | Gágyor Vera BVSC                                                           | 1:12,8  | Zsabka Zsuzsa Egri Dózsa                                               | 1:12,8  |
| 200 m pillangóúszás    | Gágyor Vera BVSC                                                         | 2:46,1  | Zsabka Zsuzsa Egri Dózsa                                                   | 2:46,7  | Tóth Judit Egri Dózsa                                                  | 2:59,4  |
| 200 m vegyes úszás     | Turóczy Judit BVSC                                                       | 2:37,1  | Gágyor Vera BVSC                                                           | 2:41,3  | Zsabka Zsuzsa Egri Dózsa                                               | 2:45,8  |
| 400 m vegyes úszás     | Turóczy Judit BVSC                                                       | 5:41,3  | Gágyor Vera BVSC                                                           | 5:47,6  | Zsabka Zsuzsa Egri Dózsa                                               | 5:54,0  |
| 4 × 100 m gyorsváltó   | Újpesti Dózsa Ludányi Mária Korényi Olga Kovács Zsuzsanna Takács Katalin | 4:26,8  | BVSC Máté Mária Kovács Edit Nádori Katalin Turóczy Judit                   | 4:27,1  | Ferencvárosi TC Tóbel Márta Balla Mária Szatmári Katalin Élthes Eszter | 4:33,8  |
| 4 × 100 m vegyes váltó | BVSC Turóczy Judit Máté Mária Gágyor Vera Kovács Edit                    | 4:54,1  | Ferencvárosi TC Balla Mária Vermes Melinda Tóth Zsuzsanna Szatmári Katalin | 5:01,5  | Újpesti Dózsa Hahn Anna Kovács Zsuzsanna Korényi Olga Takács Katalin   | 5:05,0  |